# ۷ مرداد
۷ مرداد صد و سی و یکمین روز از سال در گاه‌شماری خورشیدی است. به پایان سال ۲۳۴ روز (۲۳۵ روز در سال کبیسه) مانده‌است.

## رویدادها
- ۱۳۰۳ - طرح استیضاح دولت رضاخان از سوی نمایندگان اقلیت مجلس شورای ملی به رهبری مدرس به شکست انجامید.[۱]
- ۱۳۱۲ - پست خانه ایران در ساختمان تازه ساخت خود در خیابان سپه پیشین آغاز به کار کرد.
- ۱۳۲۰ - دولت ایران در پاسخ به اخطاریه ۱۳ روز پیش بریتانیا و شوروی که اتباع آلمانی باید اخراج شوند گفت جای نگرانی نداشته باشند.
- ۱۳۵۳ - نخستین موافقتنامه بازرگانی ایران و سوریه امضاء شد.[۲]
- ۱۳۵۷ - حمله شدیداللحن فیدل کاسترو به ایران و عربستان سعودی که ثروت مردم فقیر را به نفع قدرت های امپریالیستی از چنگشان خارج می کنند.[۳]
- ۱۳۶۰ - خروج ابوالحسن بنی صدر رئیس‌جمهور ایران و مسعود رجوی سردسته مجاهدین خلق به فرانسه.
- ۱۳۶۲ - آغاز عملیات والفجر ۳.
- ۱۳۷۰ - سالروز دومین قهرمانی باشگاه استقلال در جام باشگاه‌های آسیا.
- ۱۴۰۳ - آغاز ریاست‌جمهوری مسعود پزشکیان.

## زادروزها
- ۱۳۰۸ - روح‌الله مفیدی، بازیگر، چهره پرداز و نقاش[۴][۵]
- ۱۳۲۰ - مسعود کیمیایی، کارگردان و فیلمنامه‌نویس
- ۱۳۲۷ - مرتضی حاجی، وزیر تعاون در کابینه اول و وزیر آموزش و پرورش در کابینه دوم محمد خاتمی
- ۱۳۳۷ - حسین مرعشی، فعال سیاسی و معاون رئیس‌جمهور در دولت محمد خاتمی
- ۱۳۴۳ - سید علی افتخاری، بازیکن سابق و مربی فوتبال ایران
- ۱۳۵۱ - نوید فرح‌مرزی، چهره‌پرداز و طراح صحنه و لباس اهل ایران
- ۱۳۵۷ - احسان عبده تبریزی، فعال دانشجویی و زندانی سیاسی ایرانی
- ۱۳۶۵ - آناهیتا افشار، بازیگر
- ۱۳۷۰ - رهام هادیان، خواننده (عضو ماکان بند)
- ۱۳۷۵ - رسول باصری، عضو تیم فوتبال پنج نفره
- ۱۳۸۲ - کیمیا حسینی، بازیگر سینما

## درگذشت‌ها
- ۱۳۷۵ - عبدالله فرادی، خوشنویس
- ۱۳۸۴ - محمدتقی بهلول، مجتهد و عارف
- ۱۳۹۱ - بهروز ثروتیان، پژوهشگر ادبی و مصحح
- ۱۳۹۱ - ایرن زازیانس، بازیگر ارمنی - ایرانی
- ۱۳۹۶ - مدیا کاشیگر، نویسنده، مترجم و شاعر
- ۱۳۹۷ - عباس دوزدوزانی، نماینده دوره‌های نخست، دوم و سوم مجلس شورای اسلامی
- ۱۳۹۸ - اصغر قندچی، پدر صنعت کامیون‌سازی ایران
- ۱۳۹۸ - حسین آهی، شاعر، مجری و پژوهشگر
- ۱۳۹۹ - بدرالزمان قریب، زبان‌شناس
- ۱۴۰۰ - مهرزمان فخار منفرد، نگارگر
- ۱۴۰۱ - عادل آذر، سیاستمدار، اقتصاددان، نماینده دور هفتم مجلس شورای اسلامی، رئیس پیشین مرکز آمار، دیوان محاسبات کشور و مشاور رئیس‌جمهور ایران
- ۱۴۰۱ - حسین زاجکانیها، نماینده پیشین مجلس
- ۱۴۰۴ - مهران زینت‌بخش، مستند ساز
- ۱۴۰۴ - صالح محمد خلیق، شاعر و نویسنده

## مناسبت‌ها
- جشن امردادگان - گرامیداشت ایزد امرداد و روز زندگی و پایداری.
- «روز جهانی شیر»[۶]